# Янів Володимир-Михайло Осипович
Володимир-Михайло Осипович Янів (21 листопада 1908, Львів — 19 листопада 1991, Мюнхен) — український громадсько-політичний діяч, науковець, психолог, публіцист, поет, політв'язень. Командор папського ордена святого Григорія Великого (1964).

## Життєпис

### Навчання
Середню освіту здобув у Львівській академічній гімназії, після закінчення якої у 1927 році, вступив до Університету Яна Казимира (нинішній Львівський національний університет імені Івана Франка), де й провчився до 1934 року. В університеті посилено студіював історію у Яна Птасьніка та психологію у Мечислава Кройца. З 1940 по 1944 рік здобував другу освіту у Берлінському університеті, де продовжував вивчати історію (у Ганса Юберсберґера), соціологію (у Шерінґа) та психологію (в О. Крога). Навчання завершив написанням дисертації на тему: «Душевні віддіювання тюремного ув'язнення».

### Участь у Пласті
З 1921 року бере активну участь в діяльності Пласту (член куреня «Лісові Чорти»), був референтом Волині при Верховній Пластовій Команді, а у період з 1928 по 1930 роки — командантом Управи Старших Пластунів.
З початку 1930-х «Пласт» вимушений працювати в підпіллі, під проводом конспіративного Пластового Центру, де Володимир Янів працює з 1930 по 1934 рік, та Верховної Пластової Команди. Через утиски з боку влади та офіційну заборону діяльності, пластуни перейшли у напівлегальне становище.
Перебуваючи в Німеччині у 1946 році продовжує активну пластову діяльність — формує ідейні спрямування Пласту.

### Громадсько-політична діяльність
З 1927 року є членом Української військової організації, провідним діячем Союзу української націоналістичної молоді, членом Організації українських націоналістів, працює співредактором підпільного журналу «Юнак». У 1932—1933 рр. був головою Студентської репрезентації Союзу українських студентських організацій під Польщею, а згодом редактором офіційного журналу організації аж до його заборони у 1934 році. 1933 року він також відповідав за часопис «Наш клич».
1937 року влаштовується на роботу у видавничий відділ «Промбанку».
Після початку Німецько-радянської війни бере активну участь у діяльності Українського національного комітету у Кракові.
Працював редактором журналу «Вісті НТШ», організатором шевченківських та франківських наукових сесій (1950—1960-х pp.) і редактором «Хроніки НТШ» та трьох томів ЗНТШ.
Володимир Янів був засновником і першим президентом Українського християнського руху, за значний внесок у релігійній сфері був нагороджений Папою Римським Орденом святого Григорія. З 1977 року є членом УВАН в Європі, з 1988 року — почесний член УВАН у Канаді. Був членом Міжнародної Вільної Академії в Парижі, Deutsche Gesellschaft für Psychologie, Українського Богословського Наукового Товариства в Римі (автор його історії із бібліографією видання). У 1963 році організував наукову Конференцію «Релігія в житті українського народу» в Рокка-ді-Папа, а у 1988 році — Науковий Конгрес з приводу 1000-ліття хрещення Руси-України.

### Переслідування владою
Перший арешт Володимира Яніва стався у березні 1928 року, коли його затримали за недопущення школярів на службу з приводу іменин Юзефа Пілсудського у Соборі Святого Юра. З того часу був під наглядом влади, тому знову був затриманий у березні — червні 1932 року, у зв'язку із вбивством комісара Е. Чеховського, звільнений за браком доказів. 17 червня того ж року, за бійку з поліцією під час Зелених свят, знову був арештований і відправлений у концентраційний табір «Береза Картузька», потім був переведений у звичайну тюрму. На Львівському процесі був на лаві підсудних і отримав покарання у вигляді 5 років ув'язнення, однак через амністію вирок було зменшено до 2 років і 6 місяців, тобто на волі він опинився вже у 1937 році. Ще один арешт відбувся у 1939 році. Зміна польської влади на німецькі не змінила ставлення до українців — Володимир Янів перебував у в'язниці з 1941 по 1942 рр.

### Наукова діяльність
1946 року розпочинає наукову діяльність старшим асистентом при кафедрі психології (габілітаційна праця — «Психологічні основи окциденталізму», 1949 р.), у Українському вільному університеті, потім займається викладанням у Католицькій духовній семінарії у Ґіршберзі з 1947 по 1948 рік. У ділянці психології й соціології присвятив низку розвідок етнопсихології українця (на основі творів Миколи Костомарова, Григорія Ващенка, Миколи Шлемкевича, Івана Мірчука), дослідові мотивації тюремних переживань (у творах Тарас Шевченка, Івана Франка), ідеалам сім'ї (у Т. Шевченка, І. Франка, Лесі Українки, Василя Симоненка, Ігоря Калинця), філософії Григорія Сковороди, світогляду українського народу. Дав мистецький аналіз творчості сучасних художників при нагоді їх виставок в УВУ (Куріци-Ціммерманн, В. Стрельнікова, А. й О. Пулюїв, О. Терзіева-Льопи, В. Сазонова, М. Мороза, О. Мазурика, Є. Світового), як і ст. з новішої історії (про німецькі концтабори). Здобуває ступінь доцента у 1949 році, приходить на посаду наукового секретаря Наукового товариства імені Шевченка, де й працює з 1952 по 1968 рік, у 1960 стає членом головної Ради НТШ. У 1963 році стає професором Українського католицького університету у Римі.
З 1968 по 1985 рік працює ректором Українського вільного університету, домігшись «нововизнання» університету баварським урядом і водночас є заступником голови Наукового товариства імені Шевченка, з 1985 по 1987 — голова.

## Художні твори
Автор збірок «Сонце і ґрати» (1941), «Листопадові фрагменти»
(1941), «Шляхи» (1951), «Життя» (1976), брошури «Бій під Крутами» (1932, 1934).
Окремі видання:
- Янів В. Бій під Крутами. — Львів : Бібліотека «Студентського шляху», 1934. — 34 с.
- Янів В. Життя. Лірика. — Париж, 1975. — 119 с.
- Янів В. Поезія у в'язниці. — Мюнхен, 1952. — 17 с.
- Янів В. Сонце і грати. — Берлін, 1941. — 63 с.
- Янів В. Нарис української культури. — Нью-Йорк, 1961. — 93 с.
- Янів В. Нариси до історії української етнопсихології / Упорядк. М. Шафовал. — К.: Знання, 2006. — 344 с.
- Янів В. Психологічні основи окциденталізму. — Мюнхен: Вид-во УВУ, 1996. — 205 с.
- Янів В. Студії та матеріяли до новішої української історії. — Мюнхен : Український вільний університет, 1983. — 343 с.
- Янів В. Українська духовність у поетичній візії Шевченка. — Париж, 1962. — 40 с.

## Нагороди
- Командорський хрест ордена святого Григорія Великого (Ватикан, 14 березня 1964)[4]

## Вшанування
- Вулиця Володимира Янева, Львів, Франківський район